# Kristian Fjerdingen
Kristian Adolf Fjerdingen (Steinkjer, 1884. szeptember 16. – Steinkjer, 1975. február 5.) olimpiai bajnok norvég tornász.
Az 1906. évi nyári olimpiai játékokon indult tornában és összetett csapatversenyben aranyérmes lett.
Klubcsapata az Steinkjer Turnforening volt.